# Miscella
Als Miscella (lat. Gemischtes) wird ein Stoffgemisch aus organischem Extraktionsmittel (Lösungsmittel) und Öl bezeichnet, das während der Gewinnung von Pflanzenölen als Zwischenprodukt anfällt.
Miscella entsteht beim Einsatz von Lösemitteln (wie z. B. n-Hexan oder Aceton) bei Fest-Flüssig-Trennverfahren. Das Extraktionsmittel (flüssiges Lösungsmittel) löst dabei üblicherweise einen Ölanteil von 10–30 % in sich.
Der zweite Schritt des Extraktionsprozesses ist eine Flüssig-Flüssig-Trennung. Durch Destillation mit Heißdampf und anschließender Phasentrennung wird ein nahezu lösemittelfreies Öl zurückgewonnen. Das teure Extraktions-/Lösemittel kann in den extrahierenden Kreislauf zurückgeführt werden.
Das durch Heißdampf in den Prozess geführte und im nachgeschalteten destillativen Phasentrennprozess abgeschiedene Wasser ist einer Abwasserreinigungsanlage zuzuführen.
Die Extraktion von Ölen mithilfe von Lösungsmitteln erhöht die Ausbeute im Vergleich zu rein mechanischen Fest-Flüssig-Trennverfahren.